# Салкуцан Сергій Миколайович
Сергі́й Микола́йович Салкуца́н — український військовослужбовець, генерал-майор Збройних Сил України. Кандидат військових наук, доцент. Лицар ордена Богдана Хмельницького III ступеня (2021).

## Життєпис
Станом на 2017 рік — заступник начальника Національного університету оборони України імені Івана Черняховського з навчальної роботи.
Станом на 2021 рік — керівник української сторони Спільного центру контролю і координації питань припинення вогню і стабілізації лінії розмежування сторін.
Станом на 2023 рік — військовий представник України в НАТО.
17 січня 2024 року, взяв участь у першій зустрічі Ради Україна — НАТО на рівні Головнокомандувачів збройних сил.

## Нагороди
- ордена Богдана Хмельницького III ступеня (7 квітня 2021) — за особисту мужність і самовіддані дії, виявлені у захисті державного суверенітету та територіальної цілісності України[10].

## Військові звання
- генерал-майор (14.10.2017)[2];
- полковник (до 14.10.2017)[2].